# Ікос
Ікос (грец. Οἶκος — до дому, повний й широкий дім, велика пісня) — церковний спів, що хвалить та прославляє шанованого святого або церковну подію. Ікос є складовою частиною ранкового канону, в якому слідує після 6-ї пісні (безпосередньо слідом за кондаком). Автором перших ікосів був, згідно з церковним переданням, св. Роман Сладкоспівець.
Ікосом також називається один з типів строф в акафісті. Ікос, на відміну від кондака (інший вид строф в акафісті) містить блок хайретизмів та особливий рефрен. Ікос і кондаки в межах акафіста чергуються. Спочатку ікосами називалися всі 24 пісні акафіста. У грецьких оригіналах ікоси і кондаки написані одним і тим же віршованим розміром.